# Compagnia aerea regionale

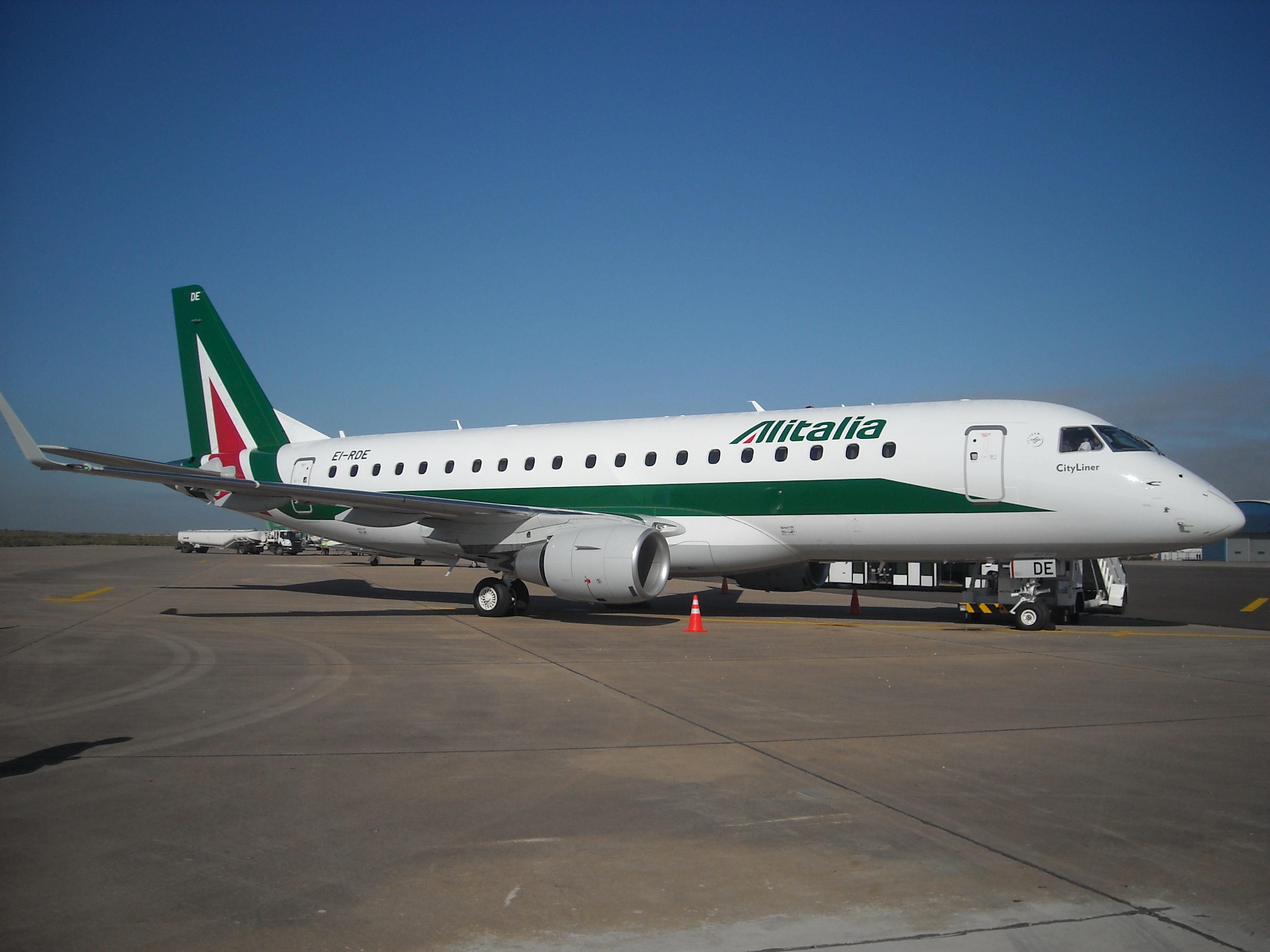
L'Embraer 175 EI-RDE di Alitalia CityLiner, compagnia regionale di Alitalia

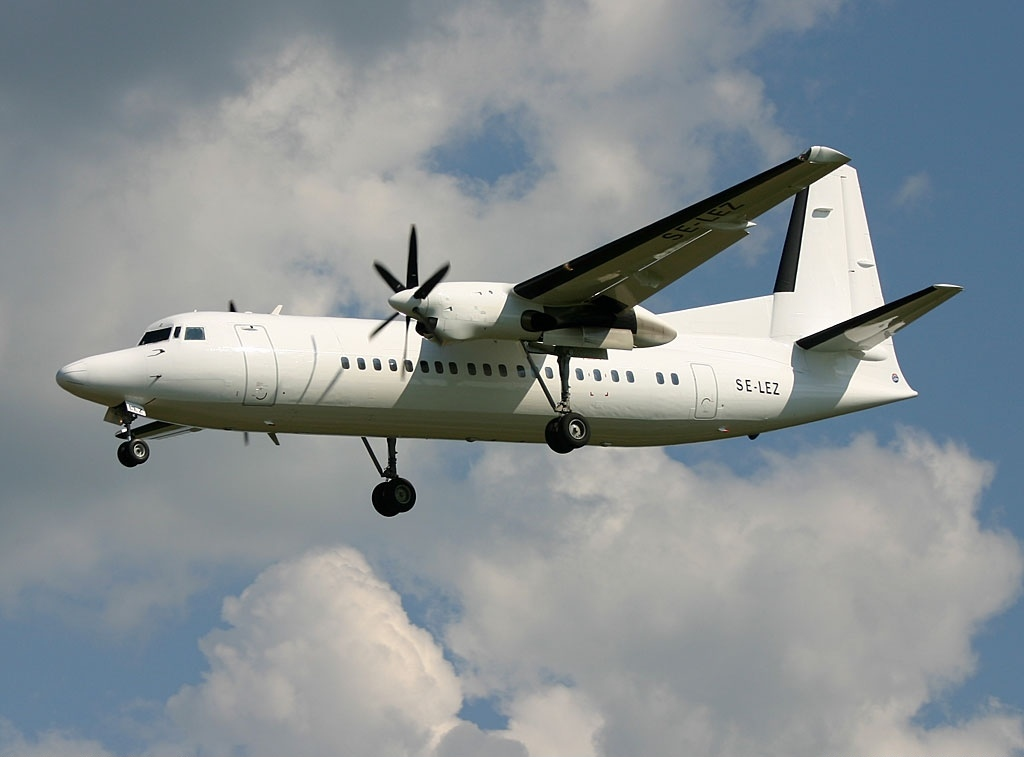
Il Fokker F50 di Air Vallée

Una compagnia aerea regionale è una compagnia aerea che opera voli di corto raggio utilizzando aeromobili di piccole dimensioni che possono trasportare da 10 a 100 a passeggeri.
Si dividono sostanzialmente in due categorie: 
- compagnie aeree affiliata ad una compagnia aerea maggiore o ad una di bandiera, operando sotto il loro marchio e trasportando passeggeri da piccoli aeroporti agli HUB delle compagnie capogruppo, oppure percorrendo le rotte principali in orari di minor affluenza di passeggeri, come ad esempio Alitalia CityLiner oppure CityJet;
- compagnie aeree indipendenti aventi un proprio marchio e che forniscono un servizio per le comunità più piccole o isolate per le quali la compagnia aerea è l'unico collegamento disponibile con una città più grande, come ad esempio Peninsula Airways che collega le Isole Aleutine con Anchorage, in Alaska; oppure possono collegare tra di loro aeroporti minori, come fa ad esempio HOP! in Francia.